# Delocoma marmorea
Delocoma marmorea är en fjärilsart som beskrevs av Swinhoe 1905. Delocoma marmorea ingår i släktet Delocoma och familjen nattflyn. Inga underarter finns listade i Catalogue of Life.